# Premis Oscar de 1970
Els Premis Oscar de 1970 (en anglès: 43rd Academy Awards) foren presentats el 15 d'abril de 1971 en una cerimònia realitzada al Dorothy Chandler Pavilion de Los Angeles.
En aquesta edició, com en les dues anteriors, no tingué un presentador fix.

## Curiositats
Les pel·lícules més nominades de la nit foreb Airport de George Seaton i Patton de Franklin J. Schaffner amb 10 nominacions cadascuna, si bé la segona fou la gran guanyadora de la nit amb set premis, entre ells millor pel·lícula, director, actor principal i guió original. Per la seva banda Airport únicament aconseguí guanyar un Oscar, el de millor actriu secundària per Helen Hayes. Amb la seva victòria, Hayes es convertí a la primera actriu en aconseguir sengles Oscars en categoria principal i secundària, ja que havia obtingut l'Oscar a millor actriu en l'edició de 1932 per The Sin of Madelon Claudet.
George C. Scott, que guanyà l'Oscar a millor actor principal, fou el primer actor a refusar la nominació i posterior premi. Aquesta fou la primera vegada, des de l'edició de 1929, en la qual totes les actrius nominades a millor actriu principal era la primera vegada que estaven nominades, així com la primera vegada des de l'edició de 1934 que passava el mateix en la categoria d'actor principal.

## Premis
| Millor pel·lícula | Millor direcció |
| --- | --- |
| - Patton (Frank McCarthy per 20th Century Fox) - Airport (Ross Hunter per Universal Pictures) - Five Easy Pieces (Bob Rafelson i Richard Wechsler per Columbia Pictures) - Love Story (Howard G. Minsky per Paramount Pictures) - M*A*S*H (Ingo Preminger per 20th Century Fox) | - Franklin J. Schaffner per Patton - Robert Altman per M*A*S*H - Federico Fellini per Satiricó - Arthur Hiller per Love Story - Ken Russell per Dones enamorades |
| Millor actor | Millor actriu |
| - George C. Scott per Patton com a General George S. Patton - Melvyn Douglas per I Never Sang for My Father com a Tom Garrison - James Earl Jones per The Great White Hope com a Jack Jefferson - Jack Nicholson per Five Easy Pieces com a Robert Eroica Dupea - Ryan O'Neal per Love Story com a Oliver Barrett IV | - Glenda Jackson per Dones enamorades com a Gundrun Brangwen - Jane Alexander per The Great White Hope com a Eleanor Backman - Ali MacGraw per Love Story com a Jennifer "Jenny" Cavalleri - Sarah Miles per La filla de Ryan com a Rosy Ryan - Carrie Snodgress per Diary of a Mad Housewife com a Bettina "Tina" Balser |
| Millor actor secundari | Millor actriu secundària |
| - John Mills per Ryan's Daughter com a Michael - Richard S. Castellano per Lovers and Other Strangers com a Frank Vecchio - Chief Dan George per Petit gran home com a Old Lodge Skins - Gene Hackman per I Never Sang for My Father com a Gene Garrison - John Marley per Love Story com a Phil Cavalleri | - Helen Hayes per Airport com a Ada Quonsett - Karen Black per Five Easy Pieces com a Rayette Dipesto - Lee Grant per The Landlord com a Joyce Enders - Sally Kellerman per M*A*S*H com a Margaret "Hot Lips" Houlihan - Maureen Stapleton per Airport com a Inez Guerrero |
| Millor guió original | Millor guió adaptat |
| - Francis Ford Coppola i Edmund H. North per Patton - Bob Rafelson per Five Easy Pieces - Norman Wexler per Joe - Erich Segal per Love Story - Éric Rohmer per Ma nuit chez Maud | - Ring Lardner Jr. per M*A*S*H (sobre hist. Richard Hooker) - George Seaton per Airport (sobre hist. Arthur Hailey) - Larry Kramer per Dones enamorades (sobre hist. D. H. Lawrence) - Robert Woodruff Anderson per I Never Sang for My Father (sobre obra teatre pròpia) - Joseph Bologna i David Zelag Goodman per Lovers and Other Strangers (sobre obra teatre Renée Taylor i J. Bologna)                                      |
| Millor pel·lícula de parla no anglesa | |
| - Investigació sobre un ciutadà d'Elio Petri (Itàlia) - Erste Liebe de Maximilian Schell (Suïssa) - Hoa-Binh de Raoul Coutard (França) - Paix sur les champs de Jacques Boigelot (Bèlgica) - Tristana de Luis Buñuel (Espanya) | |
| Millor banda sonora - No musical | Millor banda sonora - Cançons o adaptació |
| - Francis Lai per Love Story - Alfred Newman per Airport - Frank Cordell per Cromwell - Henry Mancini per Els gira-sols - Jerry Goldsmith per Patton | - The Beatles (música i lletra) per Let It Be - Fred Karlin (música); Tylwyth Kymry (lletra) per The Baby Maker - Rod McKuen i John Scott Trotter (música); Rod McKuen, Bill Meléndez i Al Shean (lletra); Vince Guaraldi (adaptació) per A Boy Named Charlie Brown - Henry Mancini (música); Johnny Mercer (lletra) per Darling Lili - Leslie Bricusse (música i lletra); Ian Fraser i Herbert W. Spencer (adaptació) per Scrooge |
| Millor cançó original | Millor fotografia |
| - Fred Karlin (música); Robb Royer i Jimmy Griffin (lletra) per Lovers and Other Strangers ("For All We Know") - Henry Mancini (música); Johnny Mercer (lletra) per Darling Lili ("Whistling Away the Dark") - Riz Ortolani (música); Arthur Hamilton (lletra) per Madron ("Till Love Touches Your Life") - Michel Legrand (música); Alan i Marilyn Bergman (lletra) per Pieces of Dreams ("Pieces of Dreams ") - Leslie Bricusse (música i lletra) per Scrooge ("Thank You Very Much") | - Freddie Young per La filla de Ryan - Ernest Laszlo per Airport - Billy Williams per Dones enamorades - Fred J. Koenekamp per Patton - Osami Furuya, Sinsaku Himeda, Masamichi Satoh i Charles F. Wheeler per Tora! Tora! Tora! |
| Millor direcció artística | Millor vestuari |
| - Urie McCleary, Gil Parrondo, Antonio Mateos i Pierre-Louis Thévenet per Patton - Alexander Golitzen, E. Preston Ames, Jack D. Moore i Mickey S. Michaels per Airport - Tambi Larsen i Darrell Silvera per Odi a les entranyes - Terence Marsh, Bob Cartwright i Pamela Cornell per Scrooge - Jack Martin Smith, Yoshiro Muraki, Richard Day, Taizoh Kawashima, Walter M. Scott, Norman Rockett i Carl Biddiscombe per Tora! Tora! Tora!                                               | - Vittorio Nino Novarese per Cromwell - Edith Head per Airport - Jack Bear i Donald Brooks per Darling Lili - Bill Thomas per The Hawaiians - Margaret Furse per Scrooge |
| Millor muntatge | Millor so |
| - Hugh S. Fowler per Patton - Stuart Gilmore per Airport - Danford B. Greene per M*A*S*H - James E. Newcom, Pembroke J. Herring i Inoue Chikaya per Tora! Tora! Tora! - Thelma Schoonmaker per Woodstock | - Douglas O. Williams i Don J. Bassman per Patton - Ronald Pierce i David H. Moriarty per Airport - Gordon K. McCallum i John Bramall per La filla de Ryan - Murray Spivack i Herman Lewis per Tora! Tora! Tora! - Dan Wallin i Larry Johnson per Woodstock |
| Millors efectes especials | |
| - A. D. Flowers i L. B. Abbott per Tora! Tora! Tora! - Alex Weldon per Patton | |
| Millor documental | Millor curtmetratge documental |
| - Woodstock de Bob Maurice - Erinnerungen an die Zukunft de Harald Reinl - Jack Johnson de Jim Jacobs - King: A Filmed Record... Montgomery to Memphis d'Ely A. Landau - Say Goodbye de David H. Vowell | - Interviews with My Lai Veterans de Joseph Strick - The Gifts de Robert McBride - A Long Way from Nowhere de Robert Aller - Oisin de Vivien Carey i Patrick Carey - Time Is Running Out de Horst Dallmayr i Robert Ménégoz |
| Millor curtmetratge | Millor curtmetratge d'animació |
| - The Resurrection of Broncho Billy de John Longenecker - Shut Up...I'm Crying de Robert Siegler - Sticky My Fingers...Fleet My Feet de John D. Hancock | - Is It Always Right to Be Right? de Nick Bosustow - The Further Adventures of Uncle Sam: Part Two de Robert Mitchell i Dale Case - The Shepherd de Cameron Guess |

## Premi Honorífic

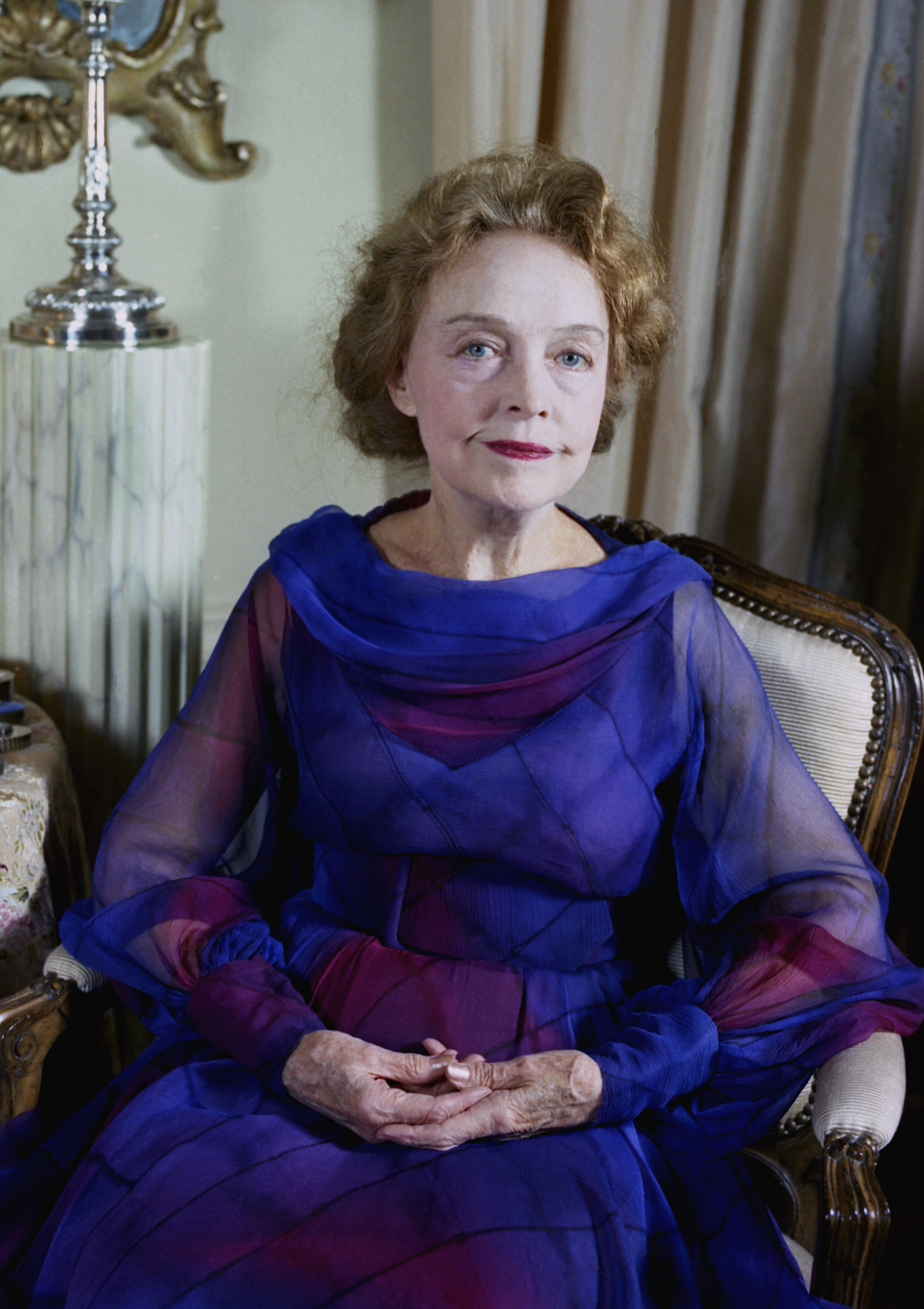
Lillian Gish en una imatge de l'any 1973.

- Lillian Gish - pel talent superlatiu i per la contribució distingida al progrés del cinema. [estatueta]
- Orson Welles[8] - pel talent superlatiu i versatilitat en la creació de pel·lícules. [estatueta]

## Premi Irving G. Thalberg
- Ingmar Bergman[9]

## Premi Humanitari Jean Hersholt
- Frank Sinatra

## Presentadors
- Burt Bacharach i Angie Dickinson: millor cançó original
- Harry Belafonte i Eva Marie Saint: millor guió adaptat
- Richard Benjamin i Paula Prentiss: millor documentals
- Joan Blondell i Glen Campbell: millor música original
- Jim Brown i Sally Kellerman: millors curtmetratges
- Geneviève Bujold i James Earl Jones: millor fotografia i muntatge
- Petula Clark: millor direcció artística
- Melvyn Douglas: presentador del Premi Honorífic a Lillian Gish
- Lola Falana i Juliet Prowse: millors efectes especials
- Janet Gaynor i Ryan O'Neal: millor director
- Goldie Hawn: millor actor
- John Huston: presentador del Premi Honorífic a Orson Welles
- Shirley Jones i John Marley: millor so
- Burt Lancaster: presentació del Premi Irving G. Thalberg a Ingmar Bergman
- Walter Matthau: millor actriu
- Steve McQueen: millor pel·lícula
- Sarah Miles i George Segal: millor guió original
- Ricardo Montalban i Jeanne Moreau: millor pel·lícula de parla no anglesa
- Merle Oberon: millor vestuari
- Gregory Peck: presentació del Premi Humanitari a Frank Sinatra
- Maggie Smith: millor actor secundari
- Gig Young: millor actriu secundària

### Actuacions
- Glen Campbell interpreta "Pieces of Dreams" de Pieces of Dreams
- Petula Clark interpreta "For All We Know" de Lovers and Other Strangers
- Petula Clark, Sally Kellerman, Burt Lancaster i Ricardo Montalban interpreten "Thank You Very Much" de Scrooge
- Lola Falana interpreta "Till Love Touches Your Life" de Madron
- Shirley Jones interpreta "Whistling Away the Dark" de Darling Lili

## Múltiples nominacions i premis
| Les següents pel·lícules van rebre diverses nominacions: - 10 nominacions: Airport i Patton - 7 nominacions:: Love Story - 5 nominacions: MASH i Tora! Tora! Tora! - 4 nominacions: Dones enamorades, Five Easy Pieces, La filla de Ryan i Scrooge - 3 nominacions: Darling Lili, I Never Sang for My Father, Lovers and Other Strangers i Woodstock - 2 nominacions: Cromwell i The Great White Hope | Les següents pel·lícules van rebre més d'un premi: - 7 premis: Patton - 2 premis: La filla de Ryan |